# Râul Florei, Doftana
Râul Florei este un curs de apă, afluent al râului Doftana. Cursul superior al râului este cunoscut și sub numele de Râul Șteiasa

## Hărți
- Harta Munții Baiului  Arhivat în 15 iunie 2011, la Wayback Machine.
- Harta județului Prahova